# بلو پلنت
بلو پلنت (انگلیسی: Blue Planet) شرکت بازی ویدئویی آمریکایی است، که در سال ۱۹۸۳ تأسیس شد.